# Oxprenololo
L'oxprenololo è una molecola appartenente alla categoria dei beta-bloccanti, non selettiva e dotata di attività simpaticomimetica intrinseca. Viene utilizzata nel trattamento dell'angina pectoris, dell'ipertensione arteriosa e delle aritmie, in particolare di quelle associate ad ischemia del miocardio.

Oxprenololo è un betabloccante lipofilo che oltrepassa la barriera emato-encefalica più facilmente rispetto ad altri betabloccanti idrosolubili. Proprio per questo motivo la molecola è associata ad una maggiore incidenza di effetti collaterali a livello del sistema nervoso centrale (SNC) rispetto ad altre sostanze idrofile come atenololo, sotalolo e nadololo.
Oxprenololo è un potente betabloccante e, come altri betabloccanti, non deve essere somministrato a pazienti asmatici: in questi pazienti la molecola potrebbe infatti indurre insufficienza respiratoria, talvolta fatale.
In Italia il farmaco è venduto dalla società farmaceutica Teofarma con il nome commerciale di Trasitensin in forma di compresse a rilascio prolungato, nelle quali oltre a 160 mg di oxprenololo sono associati 20 mg di clortalidone.

## Farmacodinamica
Oxprenololo è una molecola lipofila che agisce bloccando in modo non selettivo i recettori β-adrenergici. Il farmaco è anche dotato di attività simpaticomimetica intrinseca.

## Farmacocinetica
Dopo somministrazione per via orale oxprenololo viene completamente assorbito dal tratto gastrointestinale.
La biodisponibilità assoluta è molto variabile da individuo ad individuo e compresa tra il 20 ed il 70%. La concentrazione plasmatica di picco (Cmax) viene raggiunta dopo circa tre ore (Tmax) dall'assunzione.
Il farmaco si lega alle proteine plasmatiche nella misura dell'80% circa.
Oxprenololo viene eliminato prevalentemente per via urinaria, soprattutto come metaboliti inattivi.
La molecola è in grado di attraversare la barriera placentare. Viene anche secreta nel latte materno dove vengono raggiunte concentrazioni che sono pari a circa il 30% di quelle plasmatiche.

## Tossicologia
La DL50 nel topo, per via orale, è pari a 504 mg/kg di peso corporeo. Nel ratto, sempre per via orale, è pari a 759 mg/kg.

## Usi clinici
In Italia il farmaco è stato autorizzato dall'Agenzia Italiana del Farmaco (AIFA) per il solo trattamento dell'ipertensione arteriosa.

## Effetti collaterali ed indesiderati
Il farmaco risulta generalmente ben tollerato e le reazioni indesiderate hanno incidenza lieve. I disturbi tendono a verificarsi in particolare all'inizio del trattamento e raramente richiedono una riduzione del dosaggio.
Tra i disturbi più frequenti quelli di tipo gastrointestinale: perdita dell'appetito, dispepsia, nausea, vomito, flatulenza, diarrea o costipazione, dolore epigastrico.
Con relativa frequenza si registrano anche astenia, vertigini, cefalea, parestesie, disturbi del sonno, alterazioni del ritmo cardiaco.
In alcuni soggetti si sono verificate alterazioni del quadro ematico (anemia, leucopenia, trombocitopenia, eosinofilia)  e occasionalmente reazioni di ipersensibilità (orticaria, rash cutaneo, prurito). Sono inoltre possibili incrementi delle transaminasi (AST e ALT), impotenza e perdita della libido.
L'eventuale comparsa di broncospasmo o di ipotensione ortostatica comportano l'interruzione del trattamento.
L'ipotensione arteriosa viene ad essere facilitata dalla contemporanea assunzione di alcool, barbiturici o narcotici.
Gli effetti indesiderati a carico dell'apparato cardio-circolatorio comprendono in particolare insufficienza cardiaca, bradicardia, disturbi di conduzione A-V. Tuttavia l'attività simpaticomimetica intrinseca di oxprenololo rende questi effetti più rari rispetto ad altri betabloccanti. In casi episodici si registrano gravi disturbi a carico del sistema nervoso centrale (SNC) tra cui sonnolenza, depressione, confusione mentale, turbe della memoria, catatonia.

## Controindicazioni
Il farmaco è controindicato nei soggetti con ipersensibilità nota al principio attivo oppure ad uno qualsiasi degli eccipienti contenuti nella formulazione farmaceutica. È inoltre controindicato nei soggetti con insufficienza cardiaca, blocco atrioventricolare di 2º o 3º grado, malattia del nodo del seno, bradicardia marcata, asma bronchiale, broncopneumopatia cronica ostruttiva.

## Dosi terapeutiche
Nei soggetti adulti la dose raccomandata è pari a 160 mg (una compressa), una volta al giorno, al mattino. A seconda della risposta individuale, in alcuni soggetti si può dover aumentare il dosaggio a 2 compresse.
Nel caso ciò si rendesse necessario l'aumento di posologia deve essere fatto dopo un adeguato periodo di tempo, ad un intervallo di 1-2 settimane circa dall'inizio del trattamento, in quanto l'effetto farmacologico massimo spesso richiede che trascorrano almeno 10-15 giorni.

## Gravidanza e allattamento
Oxprenololo viene secreto nel latte materno. Si rende quindi necessario sospendere o la somministrazione del farmaco nelle donne che scelgono di effettuare l'allattamento al seno.

## Sovradosaggio
In caso di sovradosaggio di oxprenololo il paziente può accusare marcata riduzione dei valori di pressione arteriosa, spiccata bradicardia, insufficienza cardiaca, shock cardiogeno fino a giungere all'arresto cardiaco. A questi sintomi possono associarsi dispnea, broncospasmo, vomito profuso, alterazione dello stato di coscienza e convulsioni.
Il trattamento comprende l'induzione del vomito oppure la lavanda gastrica. Al paziente possono essere somministrati liquidi ed elettroliti. In caso di necessità possono essere impiegate, con particolare attenzione e prudenza, sostanze vasoattive.
Nei soggetti che manifestano bradicardia e insufficienza cardiaca è possibile infondere endovena 0,5–2 mg di atropina solfato. In caso di risposta insoddisfacente si può ricorrere a farmaci stimolanti i recettori beta, come ad esempio 25 mcg di isoprenalina oppure 0,5 mg di orciprenalina, sempre per via endovenosa, in infusione lenta.
È anche possibile applicare un pacemaker provvisorio. Nei pazienti con grave ostruzione bronchiale la somministrazione di un beta2-stimolante (ad esempio salbutamolo) oppure aminofillina endovena può risolvere la sintomatologia.